# Devay
Devay ist eine französische Gemeinde mit 472 Einwohnern (Stand: 1. Januar 2022) im Département Nièvre in der Region Bourgogne-Franche-Comté. Sie gehört zum Arrondissement Nevers und zum Kantons Decize. 

## Geographie
Devay liegt etwa 32 Kilometer südöstlich von Nevers an der Loire. Umgeben wird Devay von den Nachbargemeinden Champvert im Norden, Charrin im Osten, Cossaye im Süden und Südwesten sowie Decize im Westen und Nordwesten.

## Bevölkerungsentwicklung
| Jahr                       | 1962 | 1968 | 1975 | 1982 | 1990 | 1999 | 2006 | 2014 |
| Einwohner                  | 448  | 420  | 424  | 464  | 455  | 430  | 471  | 517  |
| Quellen: Cassini und INSEE |      |      |      |      |      |      |      |      |